# 千澤のり子
千澤 のり子（ちざわ のりこ、1973年4月14日 -）は、日本の小説家・推理作家。東京都足立区出身、在住。
専修大学松戸高等学校、専修大学文学部人文学科卒業。羽住 典子名義で評論家・シナリオライターとして活動している。探偵小説研究会所属。

## 経歴
2007年、宗形キメラ名義で二階堂黎人との合作『ルームシェア 私立探偵・桐山真紀子』を発表し作家デビュー。2009年、『マーダーゲーム』で単独デビューする。中学校時代は吹奏楽部に所属しており、その経験が『シンフォニック・ロスト』に生かされている。
尊敬する作家は小島正樹。目標とする作家は貫井徳郎。趣味は囲碁で竹本健治から指導を受けている。

## 作品

### 小説

#### 単著
- マーダーゲーム（2009年7月 講談社ノベルス）
- シンフォニック・ロスト（2011年2月 講談社ノベルス）
- 鵬藤高校天文部 君が見つけた星座（2017年2月 原書房）
  - 収録作品：見えない流星群 / 君だけのプラネリウム / すり替えられた日食グラス / 星に出会う町で / 夜空にかけた虹
- 少女ティック 下弦の月は謎を照らす（2021年1月 行舟文化）
  - 収録作品：春 第一話 少女探偵の脱出劇[8] / 夏 第二話 少女探偵の自由研究 / 秋 第三話 少女探偵の運動会[9] / 冬 第四話 少女探偵と凍死体[10] / エピローグ
- 暗黒10カラット 十歳たちの不連続短篇集（2022年2月 行舟文化）
  - 収録作品：口紅 / 初恋探し / ドミノ倒しホワイダニット / 少女探偵の習い事 『少女ティック』出張版[11] / 逆ABCバーガーの謎 ヒール編／クラウン編 / 黒いすずらん / 愛しの我が子 / 頂上まで七分間 / 半分オトナ

#### 共著
- ルームシェア 私立探偵・桐山真紀子（2007年11月 講談社ノベルス / 2011年8月 講談社文庫） - ノベルス版は宗形キメラ名義
- レクイエム 私立探偵・桐山真紀子（2009年11月 講談社ノベルス）
  - 共に二階堂黎人との共著

#### アンソロジー収録
「」内が千澤のり子の作品 
- 謎々 将棋 囲碁（2018年2月 角川春樹事務所）「黒いすずらん」
- 平成ストライク（2019年3月 南雲堂 / 2020年10月 角川文庫）「半分オトナ」

### 評論・ブックガイド等

#### 共著
- ニアミステリのすすめ 新世紀の多角的読書ナビゲーション（2008年6月 原書房） - 羽住典子名義
- サイバーミステリ宣言！（2015年6月 KADOKAWA）
- 21世紀本格ミステリ映像大全（2018年3月 原書房） - 羽住典子名義
- 本格ミステリの本流 本格ミステリ大賞20年を読み解く（2020年12月 南雲堂）

### その他

#### 共著
- 人狼作家（2015年10月 原書房）